# Dansk Melodi Grand Prix 2021
La cinquantunesima edizione del Dansk Melodi Grand Prix è stata organizzata dall'emittente radiotelevisiva danese DR per selezionare il rappresentante nazionale all'Eurovision Song Contest 2021 che si è svolto a Rotterdam. Il Grand Prix si è tenuto il 6 marzo 2021.
I vincitori sono stati i Fyr & Flamme con Øve os på hinanden.

## Organizzazione
Il Dansk Melodi Grand Prix è stato utilizzato per selezionare il rappresentante eurovisivo danese in tutte le edizioni a cui il paese ha partecipato sin dal 1957. Dopo la cancellazione dell'Eurovision Song Contest 2020 a causa della pandemia di COVID-19, l'emittente danese DR aveva confermato la sua presenza nell'edizione 2021, ospitata nuovamente dalla città olandese di Rotterdam, il 3 aprile 2021, annunciando inoltre l'organizzazione della 51ª edizione del Dansk Melodi Grand Prix per selezionare il proprio rappresentante. Ben & Tan, i vincitori dell'edizione precedente, non sono stati quindi riconfermati per il 2021.
Il format, consistente in una sola finale televisiva nella quale una combinazione di voto della giuria e televoto decreta prima i tre preferiti fra tutti i partecipanti, e poi il vincitore fra gli ultimi tre rimasti, è pressoché identico a quello delle nove edizioni precedenti, con la differenza che invece di dieci finalisti ce ne sono otto. Come per il 2020, si è deciso di affidare le esecuzioni delle musiche a un'orchestra dal vivo, condotta da Peter Düring. A causa degli sviluppi della pandemia, è stato annunciato che per il secondo anno consecutivo l'evento si sarebbe svolto senza pubblico.

## Partecipanti
I concorrenti sono stati rivelati la mattina del 10 febbraio 2021 durante i programmi radiofonici P3 Buffeten, Formiddag på 4'eren e P4 Play. DR ha confermato i nomi degli otto partecipanti e i titoli delle relative canzoni alle ore 14:00 dello stesso giorno sul suo sito web e sull'app ufficiale dell'emittente, mentre i relativi brani sono stati pubblicati in digitale un'ora dopo.
| Artista                      | Titolo                | Lingua  | Compositori                                                                                           |
| ---------------------------- | --------------------- | ------- | --- |
| Chief 1 & Thomas Buttenschøn | Højt over skyerne     | Danese  | Chief 1, Thomas Buttenschøn, Nermin Harambasic                                                        |
| Claudia Campagnol            | Abracadabra           | Inglese | Melanie Wehbe, Emil Lei, Louis Jarto                                                                  |
| Emma Nicoline                | Står lige her         | Danese  | Jeppe Pilgaard, Jacob Jørgensen, Emma Nicoline Winther Nielsen, Adam Kalwa, Patricia Namakula Mbabazi |
| Fyr & Flamme                 | Øve os på hinanden    | Danese  | Laurits Emanuel                                                                                       |
| Jean Michel                  | Beautiful             | Inglese | Clara Sofie Fabricius, Johannes Nymark, Jesper Hjersing Sidelmann, Andreas Jensen                     |
| Mike Tramp                   | Everything Is Alright | Inglese | Mike Tramp                                                                                            |
| Nanna Olivia                 | Hvileløse hjerter     | Danese  | Anna David, Nicolai Levring, Casper Sørensen                                                          |
| The Cosmic Twins             | Silver Bullet         | Inglese | Lise Cabble, Gisli Gislason, Rasmus Duelund, August Emil                                              |

## Finale
La finale si è tenuta il 6 marzo 2021 presso gli studi televisivi DR a Copenaghen.
| # | Artista                      | Titolo                |
| - | ---------------------------- | --------------------- |
| 1 | Chief 1 & Thomas Buttenschøn | Højt over skyerne     |
| 2 | Nanna Olivia                 | Hvileløse hjerter     |
| 3 | The Cosmic Twins             | Silver Bullet         |
| 4 | Claudia Campagnol            | Abracadabra           |
| 5 | Mike Tramp                   | Everything Is Alright |
| 6 | Fyr & Flamme                 | Øve os på hinanden    |
| 7 | Emma Nicoline                | Står lige her         |
| 8 | Jean Michel                  | Beautiful             |

### Superfinale
| # | Artista                      | Titolo             | Punteggio | Posizione |
| - | ---------------------------- | ------------------ | --------- | --------- |
| 1 | Fyr & Flamme                 | Øve os på hinanden | 37%       | 1         |
| 2 | Chief 1 & Thomas Buttenschøn | Højt over skyerne  | 29%       | 3         |
| 3 | Jean Michel                  | Beautiful          | 34%       | 2         |